# Футбол в Обнинске
Футбол в Обнинске — один из самых массовых и популярных видов спорта. При том, что высшие достижения обнинского спорта связаны с другими видами спорта, любительский спорт и предпочтения болельщиков в Обнинске связаны по большей части с футболом.

## Клубный футбол
Основатель обнинской футбольной школы — Юрий Алексеевич Шуванов (1937—2009), в 1963 году ставший тренером-преподавателем ДЮСШ «Квант». Все дальнейшие успехи обнинского футбола связаны, главным образом, с его учениками, либо ставшими после завершения успешной карьеры футболистов футбольными тренерами в Обнинске, либо почти сразу, из-за несложившейся карьеры футболиста, начавшими тренерскую карьеру в обнинском детском футболе.
Из этого ряда выделяются приглашённые футболисты и тренеры ФК «Обнинск», которые приезжали в Обнинск при подписании контракта и уезжали после его завершения.
В ФК «Квант» последних лет, в отличие от ФК «Обнинск», нет ни одного приглашённого футболиста или тренера, и все его успехи последних лет связаны исключительно с развитием обнинской футбольной школы и профессиональным ростом её собственных воспитанников.
Кроме ФК «Обнинск» и ФК «Квант», в Обнинске было ещё несколько команд, поднимавшихся до уровня не ниже чемпионата Калужской области: «Сигнал», МТО, «Тайфун-ИАТЭ», «Держава», «Университет».

## История
- 1963 — Юрий Шуванов стал тренером-преподавателем ДЮСШ «Квант».
- 1960-е — Анатолий Байдачный начал заниматься у Юрия Шуванова.
- 1970-е — Братья-близнецы Олег Морозов и Алексей Морозов начали тренироваться у Юрия Шуванова.
- 1970-е — 1980-е — Лев Березнер начал тренироваться у Юрия Шуванова.
- 1991 — ФК «Сигнал» и ФК «Квант» заняли соответственно 2 и 7 места в чемпионате Калужской области.
- 1992 — Основан ФК «Обнинск». Занял 1 место в зоне 7 (Центр – Группа «Б») КФК; и 2 место в финальном турнире КФК.
- 1993 — ФК «Обнинск» занял 4 место в 4 зоне второй лиги.
- 1994 — ФК «Обнинск» занял 16 место в зоне «Центр» второй лиги.
- 1995 — ФК «Обнинск» переименован в ФК «Индустрия», занял 11 место в зоне «Центр» второй лиги.
- 1996 — ФК «Индустрия» переехал в Боровск, занял 22-е место в зоне «Центр» второй лиги. В Обнинске заявилась в третью лигу команда «Обнинск», заняла 17 место в 3 зоне, после чего была распущена (прекратила выступления на профессиональном уровне).
- 1997 — Вылетевший из второй лиги по итогам предыдущего сезона ФК «Индустрия» Боровск занял 19-е место в 4 зоне третьей лиги (снялся после 23-го тура).
- 2001 — ФК «Обнинск» воссоздан, занял 5 место в первенство межрегиональной федерации футбола «Золотое кольцо». ФК МТО занял 13 место в московской зоне чемпионата России среди ЛФК.
- 2002 — ФК «Обнинск» занял 2 место в первенстве межрегиональной федерации футбола «Золотое кольцо».
- 2003 — ФК «Обнинск» занял 1 место в первенстве межрегиональной федерации футбола «Золотое кольцо». ФК «Тайфун-ИАТЭ» занял 10 место в чемпионате Калужской области.
- 2004 — ФК «Обнинск» занял 13 место в зоне Центр второго дивизиона чемпионата России. ФК «Университет» занял 6 место в чемпионате Калужской области.
- 2005 — ФК «Держава» и ФК «Университет» заняли соответственно 9 и 11 место в чемпионате Калужской области.
- 2006 — ФК «Квант» занял 2 место в чемпионате Калужской области.
- 2007 — ФК «Квант» занял 8 место в чемпионате Калужской области.
- 2008 — ФК «Квант» дебютировал в любительском первенстве России – занял 3-е место в группе Б зоны «Московская область» любительского первенства России.
- 2009 — ФК «Квант» занял 3-е место в группе А зоны «Московская область» любительского первенства России.
- 2010 — ФК «Квант» занял 6-е место в группе А зоны «Московская область» любительского первенства России.
- Сезон 2011/12 — ФК «Квант» занял 2-е место в группе А зоны «Московская область» любительского первенства России.
- Сезон 2012/13 — ФК «Квант» занял 9-е место в группе А зоны «Московская область» любительского первенства России.
- 2013 — ФК «Квант» занял 4-е место в группе А зоны «Московская область» любительского первенства России.
- 2014 — ФК «Квант» занял 4-е место в группе А зоны «Московская область» любительского первенства России.
- 2015 — ФК «Квант» занял 4-е место в группе А зоны «Московская область» любительского первенства России.
- 2016 — ФК «Квант» занял 8-е место в группе А зоны «Московская область» любительского первенства России.
- 2017 — ФК «Квант» занял 1-е место в группе А зоны «Московская область» любительского первенства России.
- Сезон 2018/19 — ФК «Квант» дебютировал в Первенстве ПФЛ (второй дивизион).

## Высшие достижения
- В 1972 году Анатолий Байдачный стал серебряным призёром чемпионата Европы в составе сборной СССР.
- В 1997 году Лев Березнер занял третье место в списке 33 лучших футболистов чемпионата России.

## Футбольные фанаты
Проявления активности обнинских футбольных фанатов имеют свои особенности. Большинство фанатов, болея за обнинские команды, как правило, в значительно большей степени болеет за одну из московских команд — в последние годы это чаще всего «Спартак», ЦСКА и «Динамо».